# Learjet 23

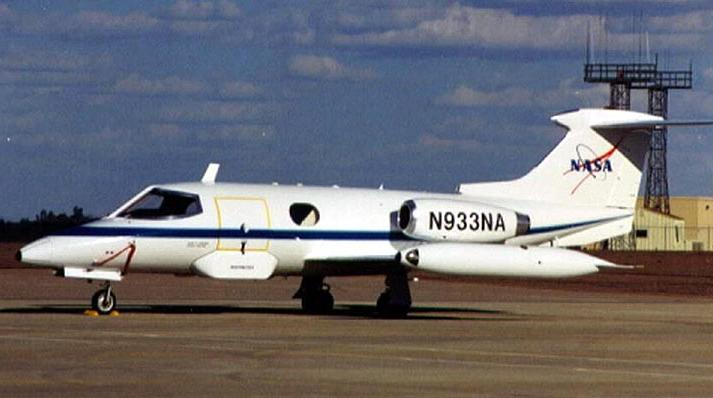
Learjet 23 van de NASA.

De Learjet 23 was het eerste type privévliegtuig van de Amerikaanse fabrikant Learjet. Het medio jaren 1960 geïntroduceerde toestel was het eerste straalvliegtuig in zijn klasse.

## Geschiedenis
Uitvinder William Powell Lear wilde de eerste zijn om een door straalmotoren aangedreven privévliegtuig te bouwen.
In Zwitserland richtte hij in 1960 de Swiss-American Aviation Corporation (SAAC) op. Het was ontworpen door Hans-Luzius Studer die het toestel baseerde op het FFA P-16-gevechtsvliegtuig dat hij eveneens had ontworpen. De P-16 is nooit in productie gekomen, maar Lear nam de plannen over en personeel in dienst dat aan het toestel had gewerkt, waaronder Studer. De P-16 diende als basis voor zijn ontwerpt vandaar de geavanceerde vleugelconstructie met brandstoftanks aan de uiteinden. Het toestel kreeg aanvankelijk SAAC-23 als naam, 23 sloeg op het 23e model wat uiteindelijk in productie is gekomen.
Problemen met personeel, toeleveranciers en machines deden Lear naar Wichita in het midden van de Verenigde Staten uitwijken. De Amerikaanse Federal Aviation Administration (FAA) had ook geen belangstelling om het vliegtuig te certificeren als het niet in de Verenigde Staten werd geproduceerd. Van alle medewerkers die hadden meegewerkt aan het project in Zwitserland, ging slechts een persoon mee over naar Kansas. Op 1 april 1963 werd de bedrijfsnaam gewijzigd in Lear Jet Corporation en op 7 februari 1962 gestart werd met de productie. Op 7 oktober 1963 vond de eerste vlucht plaats en op 13 oktober 1964 werd het eerste toestel afgeleverd. Het eerste prototype stortte op 4 juni 1964 neer door een fout van de piloot, maar in 31 juli werd de 23 gecertificeerd door de FAA.
De Learjet 23 was destijds uniek in haar soort en vestigde verschillende records. In mei 1965 vloog het in 11 uur en 36 minuten 8000 kilometer van Los Angeles naar New York en terug. In december datzelfde jaar klom het in 7 minuten en 21 seconden naar 40.000 voet (~12 km) en was daarbij sneller naar 10.000 voet geklommen dan de F-100 Super Sabre-straaljager.
De Learjet 23 bleek een succes en verkocht tegen eind 1965 meer dan honderd keer aan US$ 540.000. Anderzijds was de 23 veeleisend en moeilijk te vliegen en dus werd het in 1966 opgevolgd door een verbeterde versie: de Learjet 24.
Anno 2007 waren 27 exemplaren verloren gegaan door ongevallen.